# 拉赫羅
拉赫羅（西班牙語：Lajero），是巴拿馬的城鎮，位於該國西北部，由恩戈貝-布格雷特區的諾萊杜伊馬區負責管轄，面積16.3平方公里，2010年人口2,674，人口密度每平方公里164.1人。